# Château de Bénac
Ne pas confondre avec le château de Beynac, en Dordogne.
Le château de Bénac se trouve en Barguillière, sur la commune de Bénac, au centre du département de l'Ariège, en France.

## Localisation
Le château est situé immédiatement à l'ouest du village, au hameau de La Pouge, à 9 km de Foix.

## Historique
Datant du XVIIe siècle remanié au XIXe siècle, c'est une ancienne demeure des barons de Bellissen-Bénac.

Durant la période très trouble à compter du 10 août 1792, cédant devant la Commune, l’Assemblée nationale législative autorise les visites domiciliaires le 28 août 1792. Dans son mémoire D’une révolution à l’autre : Les mouvements populaires ariègeois (1789-1848), Damien Franchini relate : 

« En Ariège, cette mission est confiée à un certain Séguier-Lapique qui, accompagné d'une troupe, entreprend de visiter les différents châteaux du pays de Foix. Cette foule, à laquelle s'est jointe des groupes de pillards, se livre à des dévastations et des rapines, outrepassant ainsi les ordres des administrations supérieures. La série des déprédations débute le 23 septembre [1792] lorsque 5 à 600 personnes armées de sabres, fusils, bâtons et haches se portent au château de Brassac (Ariège), l'investissent et le livrent au pillage. La garde nationale assiste attentiste à l'incendie de la bâtisse quand elle ne prend pas elle-même part aux destructions. Le même jour, des individus s'en prennent aux châteaux de Ganac et de Bénac où ils emportent des meubles et différents matériaux tel que du bois, des planches et des tuiles. »

## Description
C'est une élégante demeure sur trois niveaux.

## Parc
Le château propose un relais équestre.

## Valorisation du patrimoine
Le château est destiné à l'accueil touristique dans le cadre de chambres d'hôtes et d'un relais équestre. Des animations peuvent s'y dérouler.